# 1996年夏季残疾人奥林匹克运动会保加利亚代表团
1996年夏季残疾人奥林匹克运动会保加利亚代表团是保加利亚派出的1996年夏季残疾人奥林匹克运动会代表团。获得1枚银牌和1枚铜牌。